# 郝平南
郝平南（1920年12月—2012年4月12日），男，直隶（今河北）灵寿人，中华人民共和国政治人物，曾任西藏自治区革命委员会副主任，中央广播事业局副局长，广播电视部副部长。